# Hodh El Gharbi
Le Hodh el Gharbi est une région administrative (wilaya) de Mauritanie, située dans le sud du pays, à la frontière avec le Mali dont la capitale régionale est Aïoun El Atrouss.

## Géographie

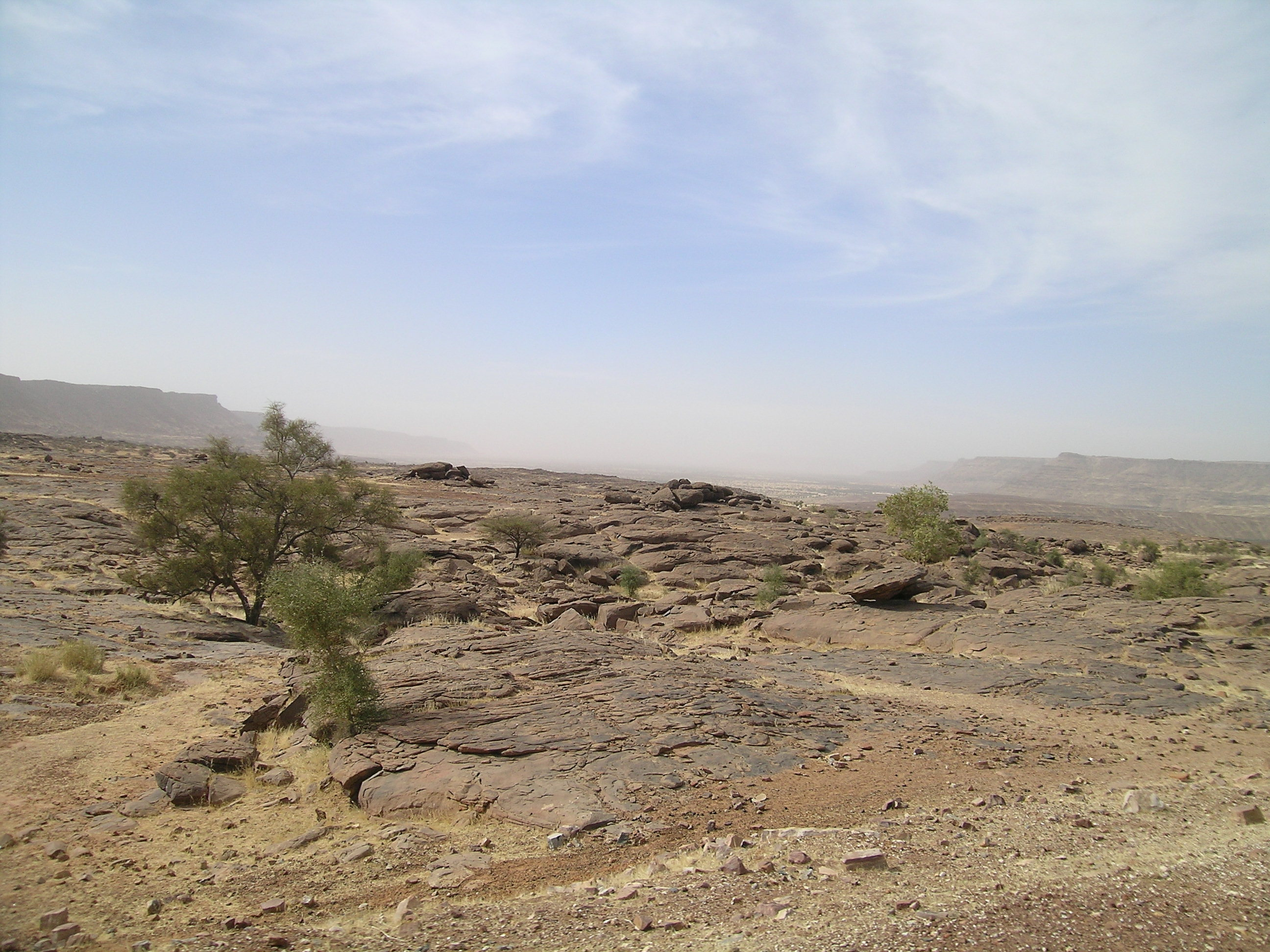
Franchissement d'un col

D'une superficie d'environ 53 000 km2, le Hodh El Gharbi est limité à l'ouest par l'Assaba, au nord par le Tagant et à l'est par le Hodh Ech Chargui. La frontière malienne le borde au sud.
Le territoire se partage entre le désert au nord et la savane au sud.
Son climat est aride
La région est traversée par la Transmauritanienne connue sous le nom de « Route de l'Espoir », qui relie la capitale Nouakchott à Néma, dans l'est du pays.

## Organisation territoriale

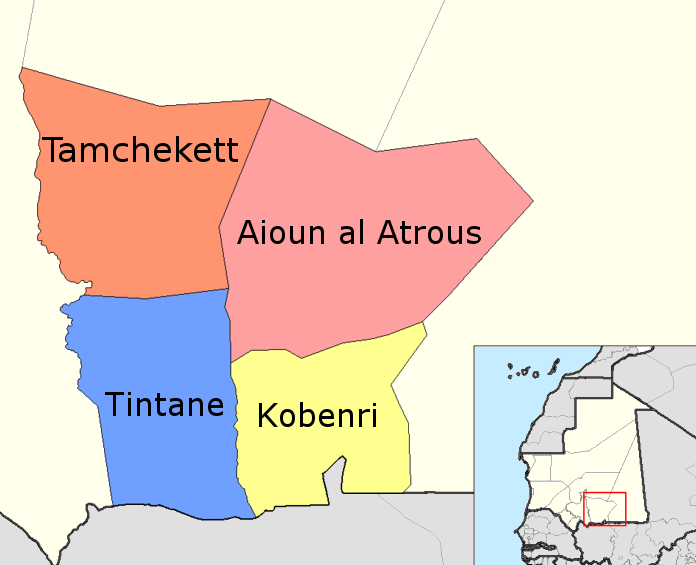
Départements de l'Hodh El Gharbi

L'Hodh El Gharbi se subdivise en quatre départements:
- Département d'Aïoun El Atrouss composé des communes de :
  - Aïoun El Atrouss, Beneamane, Doueirare, Egjert, N'Savenni, Oum Lahyad, Ten Hamadi

- Département de Kobenni composé des communes de :
  - Ghil Ehl Beye, Gougui Ehl Zemal, Hassi Ehl Ahmed Bechne, Kobenni, Modibougou, Timzine, Voulaniya

- Département de Tamchekett composé des communes de :
  - El Mabrouk, Guetae Teidoume, Radhi, Sava, Tamchekett

- Département de Tintane composé des communes de :
  - Aweinatt Thall, Aïn Farba, Devaa, Egharghar, Hassi Abdallah, Lehreijat, Tintane, Touil

## Population

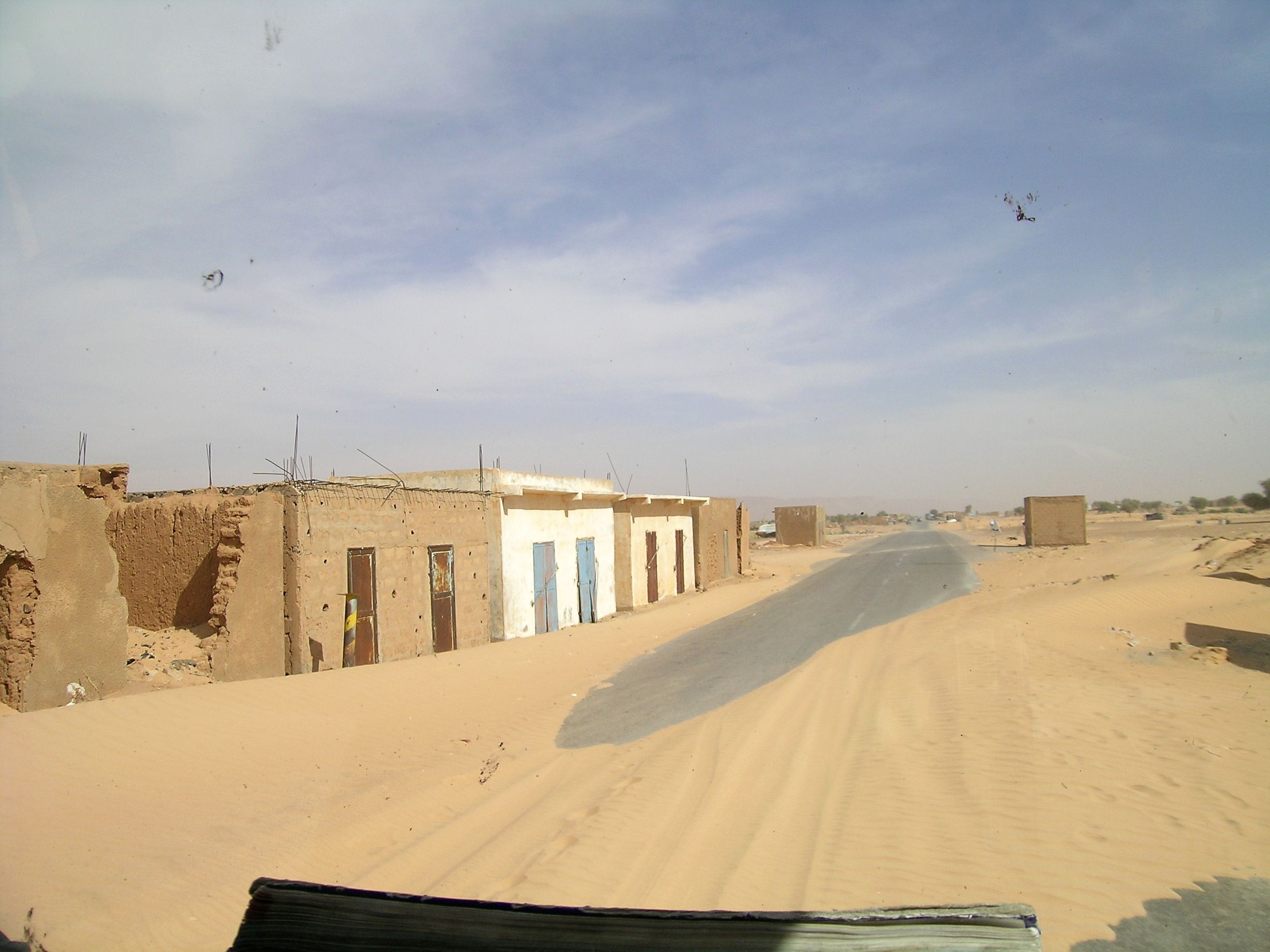
Village dans le sable

Lors du Recensement général de la population et de l'habitat (RGPH) de 2000, le Hodh El Gharbi comptait 212 156 habitants.